# Регіон ABC

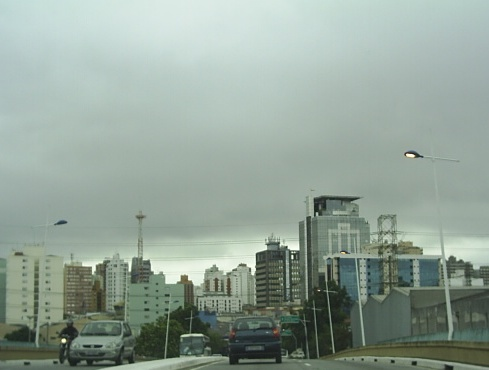
Сан-Каетану-ду-Сул, місто з найвищим ІРЛП в Бразилії.

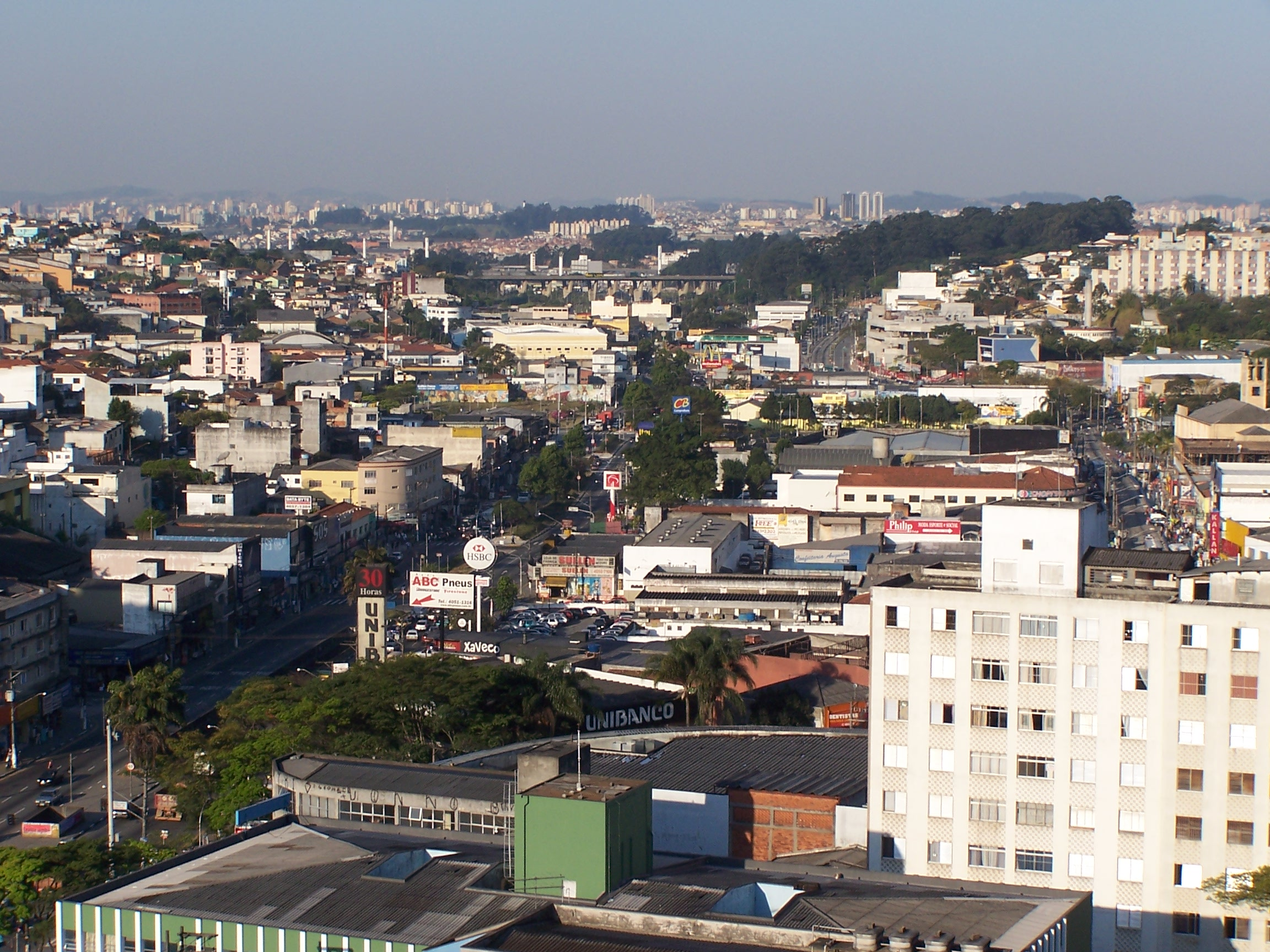
Діадема, важливий промисловий центр.

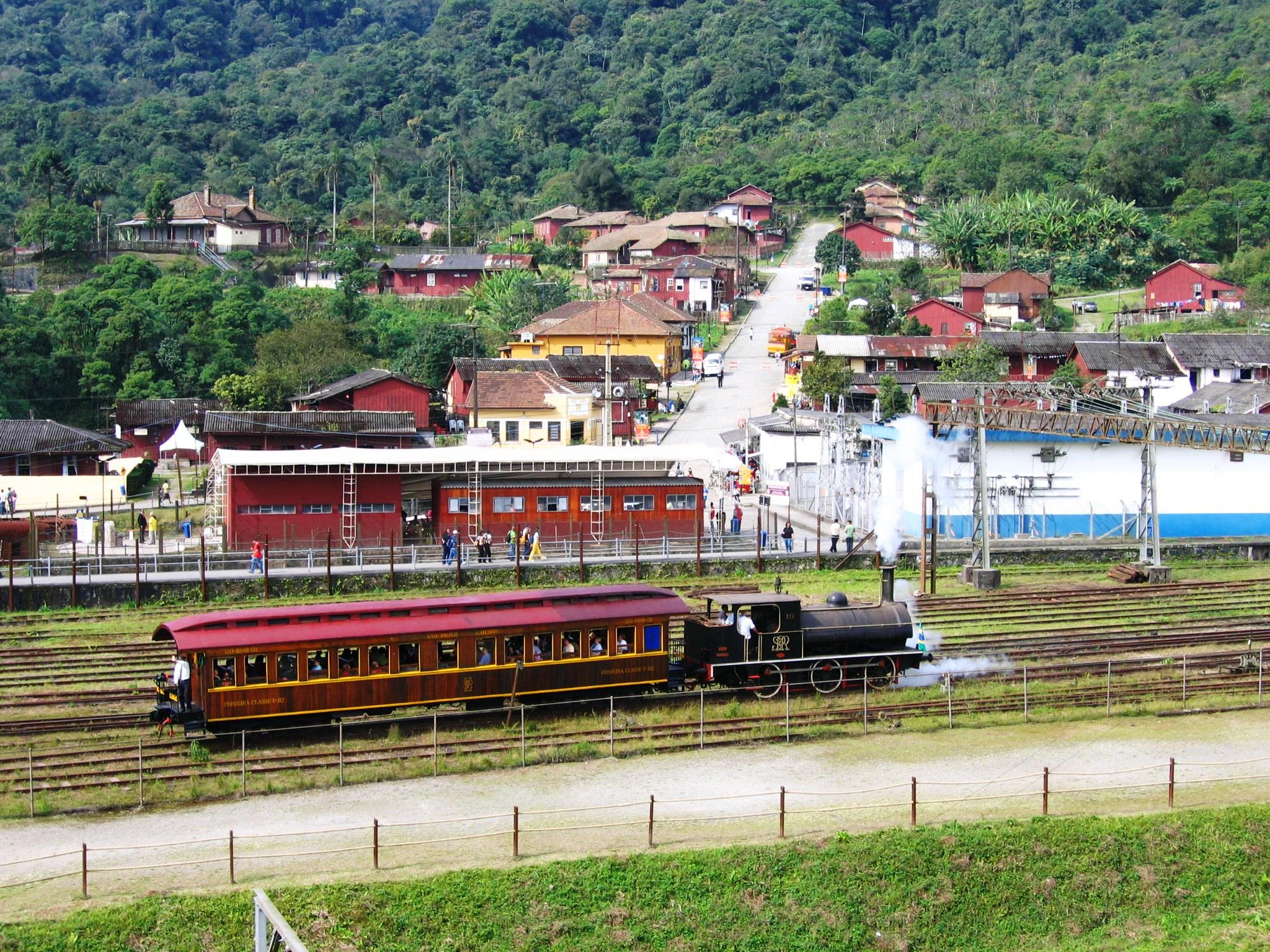
Паранапіакаба, район Санту-Андре, туристичний центр міста.

23°39′57″ пд. ш. 46°32′30″ зх. д. / 23.665966° пд. ш. 46.541578° зх. д.
Регіон ABC (порт. Região do Grande ABC або ABC Paulista) — промисловий район у бразильському штаті Сан-Паулу, назва якого походить від міст Santo André (A), São Bernardo do Campo (B) і São Caetano do Sul (C). Інколи назва розширюється до ABCD, включаючи муніципалітет Diadema або до ABCDMRR, із додаванням муніципалітетів Mauá, Ribeirão Pires і Rio Grande da Serra.